# Revue d'histoire des mathématiques
La Revue d’histoire des mathématiques (RHM) est une revue internationale à comité de lecture publiant des articles de recherche originaux sur l’histoire des sciences mathématiques de l’Antiquité à la période contemporaine et sur les sujets connexes. Elle a été créée en 1995, et est éditée et distribuée par la Société mathématique de France. Elle a pris le relais des Cahiers du séminaire d’histoire des mathématiques, une publication périodique lancée par Pierre Dugac et liée au séminaire d’histoire des mathématiques de l’Institut Henri-Poincaré.

## Orientation
La RHM est ouverte à une variété d’approches dans le domaine : les textes peuvent considérer les sciences mathématiques « aussi bien dans leur développement propre que dans leurs rapports à d'autres disciplines ou dans leurs contextes (culturel, institutionnel, social) ».

## Présentation matérielle
Les articles publiés sont en français ou en anglais, avec un résumé dans les deux langues. La revue inclut aussi occasionnellement une rubrique de notes et débats et dans certains numéros, un éditorial. Elle publie deux fascicules par an (périodicité semestrielle), totalisant environ 300 pages. Elle existe sous forme papier et sous forme numérique,.

## Direction
La revue est dotée d’un comité de rédaction et d’un comité de lecture, tous deux internationaux. Les directeurs de la RHM ont été successivement Christian Gilain (professeur à l'université Pierre-et-Marie-Curie), Jeanne Peiffer (directrice de recherche au CNRS, au Centre Alexandre Koyré) et Norbert Schappacher (professeur à l'université de Strasbourg).
Depuis 2017, le rédacteur en chef de la RHM est Frédéric Brechenmacher, professeur à l'École polytechnique. Le comité de lecture a été supprimé en 2018.

## Colloques
La RHM est aussi à l'origine de colloques annuels destinés à présenter les tendances récentes du domaine : en 2010 à Strasbourg, en 2011 à Grenoble, en 2012 à Nancy.